# П-нітроанілін
пара-Нітроанілін — хімічна сполука з класу ароматичних амінів і нітросполук. Формула {\displaystyle {\ce {O2N-C6H4-NH2}}}. Жовта тверда речовина.

## Отримання
Отримують амінуванням п-хлоронітробензену. Температура реакції — 195 °C, тиск — 4,5 МПа.
Також отримують нітруванням аніліну з попереднім захистом аміногрупи від окиснення: анілін (1) → ацетанілід (2) → пара-нітроацетанілід (3b) → пара-нітроанілін (4b):

## Хімічні властивості

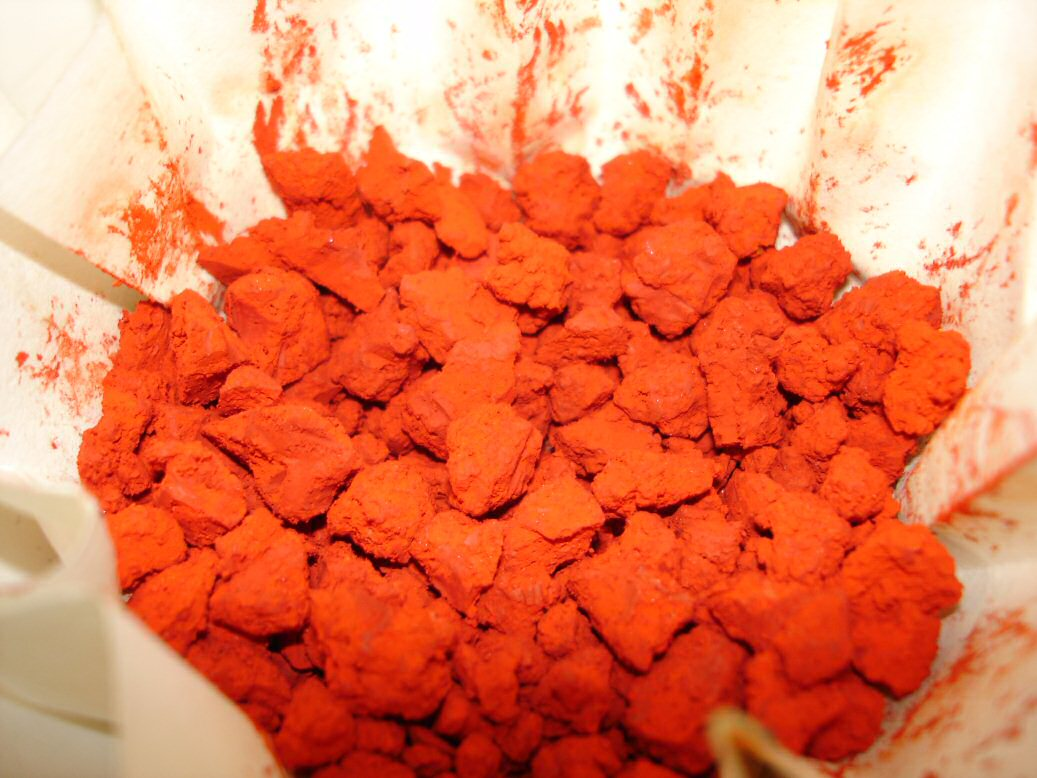
Барвник Пара червоний

При температурі 170—210 °C взаємодіє з концентрованою сульфатною кислотою. При цьому суміш значно збільшується в об'ємі і утворюється твердий продукт, який не горить і майже не окиснюється.
Як і інші первинні ароматичні аміни, 4-нітроанілін може діазотуватися. Діазотований пара-нітроанілін при реакції з 2-нафтолом утворює азобарвник Пара червоний: